# MVP mistrzostw Europy w koszykówce kobiet
MVP mistrzostw Europy w koszykówce kobiet – nagroda przyznawana najbardziej wartościowej zawodniczce mistrzostw Europy w koszykówce kobiet.

## Laureatki
|                 | oznacza zawodniczkę, której zespół wygrał turniej w tym samym roku |
|                 | oznacza członkinię FIBA Hall of Fame                               |
|                 | oznacza nadal aktywną zawodniczkę                                  |
| Zawodniczka (X) | oznacza kolejną nagrodę, przyznaną tej samej zawodniczce           |
| Zespół (X)      | oznacza zespół, którego zawodniczka zdobyła po raz kolejny nagrodę |

| Rok  | Zawodniczka         | Pozycja    | Zespół        | Przyp. |
| ---- | ------------------- | ---------- | ------------- | ------ |
| 2001 | Catherine Melain    | obrońca    | Francja       |        |
| 2003 | Lucie Blahůšková    | środkowa   | Czechy        |        |
| 2005 | Marija Stiepanowa   | środkowa   | Rosja         |        |
| 2007 | Amaya Valdemoro     | skrzydłowa | Hiszpania     | [ 1 ]  |
| 2009 | Ewantia Maltsi      | obrońca    | Grecja        | [ 2 ]  |
| 2011 | Jelena Daniłoczkina | obrońca    | Rosja (2)     | [ 3 ]  |
| 2013 | Sancho Lyttle       | skrzydłowa | Hiszpania (2) | [ 4 ]  |
| 2015 | Ana Dabović         | obrońca    | Serbia        | [ 5 ]  |
| 2017 | Alba Torrens        | obrońca    | Hiszpania (3) | [ 6 ]  |
| 2019 | Astou Ndour         | środkowa   | Hiszpania (4) | [ 7 ]  |
| 2021 | Sonja Vasić         | skrzydłowa | Serbia (2)    | [ 8 ]  |